# Feuerwehrtechnischer Beamter
Als Feuerwehrtechnische Beamte werden in Baden-Württemberg nach dem Feuerwehrgesetz Beamte bei den Landratsämtern, Regierungspräsidien und beim Innenministerium bezeichnet, die bestimmte Sonderaufgaben wahrnehmen. Feuerwehrtechnische Beamte sind die Kreisbrandmeister (Landratsamt), Bezirksbrandmeister (Regierungspräsidium) und der Landesbranddirektor (Innenministerium) (§§ 23 und 24 FwG).

## Kreisbrandmeister
Jeder Landkreis bestellt einen hauptamtlichen Kreisbrandmeister (i.A.Beamter des gehobenen feuerwehrtechnischen Dienstes) und einen oder mehrere ehrenamtliche Stellvertreter. Diese sind für die Dauer von fünf Jahren als Ehrenbeamte zu berufen. Vor der Bestellung durch den Landrat sind die Feuerwehrkommandanten der Gemeindefeuerwehren und die Werkfeuerwehrkommandanten im Landkreis anzuhören.

## Bezirksbrandmeister und Landesbranddirektor
Das Land bestellt bei jedem Regierungspräsidium einen Bezirksbrandmeister und beim Innenministerium einen Landesbranddirektor. Sie werden hauptamtlich als Beamte eingestellt und vom Ministerpräsidenten bestellt und ernannt.
Vor der Bestellung der Bezirksbrandmeister sind die Kreisbrandmeister des jeweiligen Bezirkes, vor der Bestellung des Landesbranddirektors ist der Landesfeuerwehrbeirat zu hören.
Die Bezeichnungen Bezirksbrandmeister und Landesbranddirektor sind Funktionsbezeichnungen. Von der beamtenrechtlichen Amtsbezeichnung her ist der Landesbranddirektor in Baden-Württemberg Ministerialrat und die Bezirksbrandmeister Branddirektoren.

## Aufgaben
Die Kreisbrandmeister, die Bezirksbrandmeister und der Landesbranddirektor bearbeiten die feuerwehrtechnischen Angelegenheiten bei ihrer Behörde (z. B. Beurteilung von Neubauten, Verteilung von Zuschüssen usw.). Sie können jederzeit die Einsatzleitung in ihrem Gebiet übernehmen und haben dann die gleichen Befugnisse wie ein Feuerwehrkommandant.